# 칼 스톡데일

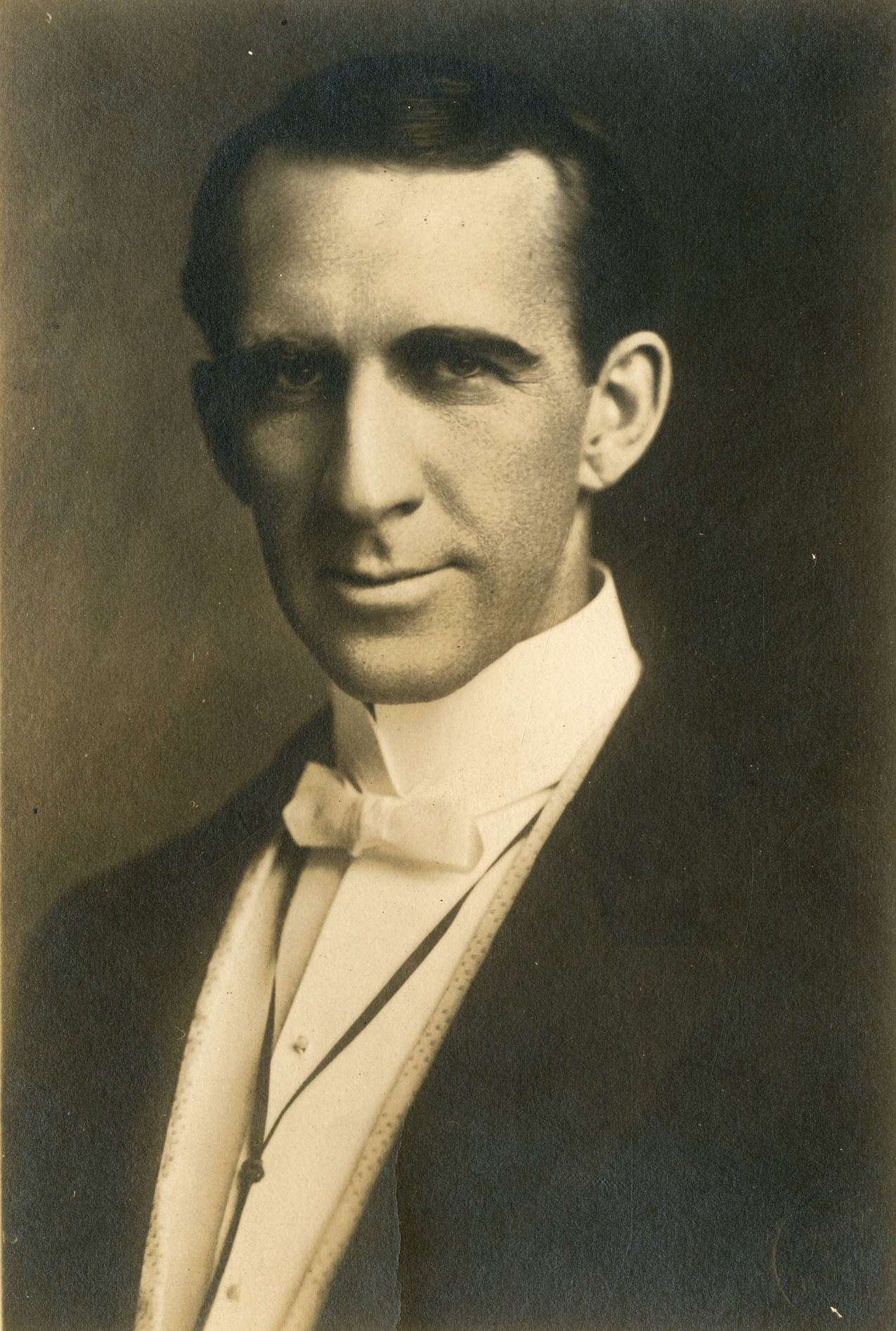

칼 스톡데일(Carl Stockdale, 1874년 2월 19일 ~ 1953년 3월 15일)은 미국의 배우이다.
우들랜드힐스에서 사망하였다. 사인은 심근 경색이다.

## 영화
- 스미스씨 워싱톤 가다 (1939년)
- 론 레인저 (1938년)
- 마리 앙투아네트 (1938년)
- 사라토가 (1937년)
- 분노 (1936년)
- 스탠드 업 앤 치어! (1934년)
- 365 나이츠 인 헐리우드 (1934년)
- 스튜던트 투어 (1934년)
- 더 프라이즈파이터 앤 더 레이디 (1933년)
- 더 치프 (1933년)
- 위스퍼 후피 (1930년)
- 어 레이디스 모랄스 (1930년)
- 이혼녀 (1930년)
- 올리버 트위스트 (1922년)
- 인톨러런스 (1916년)
- 바닷가에서 (1915년)
- 사랑의 도피 (1915년)